# Једначина
Ово је чланак о математичким једначинама. За израз из хемије, погледати: хемијска једначина.
Једначина је математички појам који изражава везу између познатих и непознатих величина посредством знака једнакости који изједначава леву и десну страну једначине. У том смислу разликује се математички идентитет (једнакост), где се само установљава једнакост леве и десне стране, од једначине, где се у основи тражи вредност непознате величине тако да она удовољава постављену једначину. Непознате величине, непознанице, често се означавају са x, y, z или било којом другом ознаком, премда непозната величина у ширем смислу може генерално бити и функција. Једначине се решавају по правилу неким од већ стандардних поступака, одн. метода, где се једначине разликују према особеностима и начину решавања.
Решавање једначине се састоји од одређивања које вредности променљивих чине једнакост тачном. Променљиве се исто тако називају непознатима и вредности непознатих које задовољавају једначину се називају решењима једначине. Постоје два типа једначина: идентитетне једначине и условне једначине. Једна једначина идентитета је тачна за све вредности променљиве. Условна једначина је тачна само за одређене вредности променљиве.
Свака страна једначине се назива изразом. Сваки израз садржати један или више чланова. Једначина,
{\displaystyle Ax^{2}+Bx+C=y}
има два израза: {\displaystyle Ax^{2}+Bx+C} и {\displaystyle y}. Леви израз има три члана, а десни један члан. Променљиве су x и y, а параметри су A, B, и C.
Једначина је аналогна ваги на коју се стављају терети. Кад се једнаке тежине нечег (зрна на пример) налазе на обе стране, два терета узрокују да вага буде у равнотежи. Ако се нека количина зрна уклони из једне посуде ваге, једнака количина зрна мора бити уклоњена из друге посуде да би се равнотежа одржала. Исто тако, да би се одржала равнотежа, исте операције додавања, одузимања, множења и дељења се морају обавити на обе стране једначине да би остала у равнотежи.
У геометрији, једначине се користе за описивање геометријских фигура. Како једначине које се разматрају, попут имплицитне или параметарске једначине, имају бесконачно много решења, циљ је сада различит: уместо да се експлицитно дају решења или да се пребројавају, што је немогуће, једначине се користе за проучавање особина фигура. То је почетна идеја алгебарске геометрије, једне важне области математике.
Алгебра студира две главне фамилије једначина: полиномске једначине и, међу њима специјални случај линеарних једначина. Полиномске једначине имају облик P(x) = 0, где је P полином. Линеарне једначине имају облик ax + b = 0, где су a и b параметри. Да би се решиле једначине из било које од ових фамилија, користе се алгоритамске или геометријске технике, које потичу из линеарне алгебре или математичке анализе. Алгебра исто тако студира диофантске једначине где су коефицијенти и решења цели бројеви. Технике које се користе су различите и потичу из теорије бројева. Те једначине су генерално тешке; обично је циљ само да се пронађе постојање или одсуство решења, и, ако постоје, да се преброје решења.
Диференцијалне једначине су једначине које садрже једну или више функција и њихове деривате. Оне се решавају налажењем израза за функцију који не укључује деривате. Диференцијалне једначине се користе за моделовање процеса који обухватају брзине промене варијабли, и налазе примену у областима као што су физика, хемија, биологија, и економија.
Симбол „=“, који се јавља у свакој једначини, је изумео Роберт Рекорд 1557. године, који је извео закључак да ништа не може да буде у већој мери једнако него паралелне праве линије исте дужине.

## Увод

### Аналогна илустрација
Једначина је аналогна са вагом, балансом, или клацкалицом.
Свака страна једначине одговара једној страни ваге. Различити квантитетом се могу ставити на сваку страну: ако су тежине на обе стране једнаке, вага је у балансу, и по аналогији једначина је исто тако балансирана (ако није, тада одсуство равнотеже одговара неједнакости која се представља неједначином).
На илустрацији, x, y и z су различити квантитети (у овом случају реални бројеви) представљени кружним теговима, и сваки x, y, и z има различиту тежину. Додавање кореспондира додавању тегова, док одузимање одговара уклањању тегова који су већ тамо. Кад је једначина уравнотежена, тотална тежина обе стране је иста.

### Параметри и непознате
Једначине често садрже чланове који нису непознати. Ти други чланови, за које се подразумева да су познати се називају константама, коефицијентима или параметрима.
Једначина која обухвата x и y као непознате и параметар R може да буде:
{\displaystyle x^{2}+y^{2}=R^{2}}
Кад је R изабрано да има вредност два (R = 2), ова једначина би била препозната, кад је приказана у Декартовом координатном систему, као једначина круга са полупречником два. Једначина са ненаведеним R је општа једначина круга.
Обично се непознате обележавају словима са краја алфабета, x, y, z, w, …, док се коефицијенти (параметри) обележавају словима са почетка, a, b, c, d, … . На пример, општа квадратна једначина се обично пише са ax2 + bx + c = 0. Процес налажења решења, или у случају параметара, изражавања непознатих у смислу познатих параметара се зове решавање једначине. Такви изрази решења у смислу параметара се исто тако називају решењима.
Систем једначина је сет симултаних једначина, обично са неколико непознатих, за који се траже заједничка решења. Стога је решење система set вредности за сваку непознату, које заједно формирају решење сваке једначине система. На пример, систем
{\displaystyle {\begin{aligned}3x+5y&=2\\5x+8y&=3\end{aligned}}}
има јединствено решење x = −1, y = 1.

### Идентитети
Идентитет је једначина која је тачна за све могуће вредности променљивих које садржи. Многи идентитети су познати у алгебри и рачуну. У процесу решавања једначине, идентитет се често користи да се поједностави једначина, чинећи је лакше решивом.
У алгебри, један пример идентитета је разлика квадрата:
{\displaystyle x^{2}-y^{2}=(x+y)(x-y)}
који је тачан за свако x и y.
Тригонометрија је област где постоји мноштво идентитета, и они су корисни у манипулисању или решавању тригонометријских једначина. Два од њих који обухватају синусне и косинусне функције су:
{\displaystyle \sin ^{2}(\theta )+\cos ^{2}(\theta )=1}
и
{\displaystyle \sin(2\theta )=2\sin(\theta )\cos(\theta )}
које су тачне за све вредности θ.
На пример, да би се решила вредност θ која задовољава једначину:
{\displaystyle 3\sin(\theta )\cos(\theta )=1\,,}
где је за θ познато да је у интервалу 0 и 45 степени, може се користити горњи идентитет за производ из чега следи:
{\displaystyle {\frac {3}{2}}\sin(2\theta )=1\,,}
што даје решење за θ
{\displaystyle \theta ={\frac {1}{2}}\arcsin \left({\frac {2}{3}}\right)\approx 20.9^{\circ }.}
Пошто је синусна функција периодична функција, постоји бесконачно много решења ако нема ограничења на вредности θ. У овом примеру, ограничење да је θ између 0 и 45 степени резултира у само једном решењу.

## Својства
Једначина је математички исказ, задат симболички, да су две ствари исте (или еквивалентне). Једначине се записују са знаком једнакости, на пример
{\displaystyle 2+3=5}.
Једначине се често користе да искажу једнакост два израза која садрже једну или више променљивих. На пример, за сваку дату вредност {\displaystyle x}, увек је тачно да
{\displaystyle x-x=0}.
Две горње једначине су примери идентитета: једначина које су тачне невезано за вредности било које променљиве у њима. Следећа једначина није идентитет:
{\displaystyle x+1=2}.
Горња једначина је нетачна за бесконачно много вредности променљиве {\displaystyle x}, а тачна је за само једно; јединствено решење ове једначине је {\displaystyle x=1}. Стога, ако је познато да је једначина тачна, она даје податак о вредности {\displaystyle x}. Уопштено, вредности променљивих за које је једначина тачна се називају решењима једначине. Решити једначину значи наћи њена решења.
Неки математичари користе израз једначина за једнакост која није идентитет. Разлика између ова два концепта може бити врло мала; на пример,
{\displaystyle (x+1)^{2}=x^{2}+2x+1}
је идентитет, док је
{\displaystyle (x+1)^{2}=2x^{2}+x+1}
једначина, чија су решења {\displaystyle x=0} и {\displaystyle x=1}.
Слова са почетка алфабета, као што су a, b, c, ... се обично узимају да означе константе, а слова са краја алфабета, као што су x, y, z, се обично узимају да означе променљиве.
Ако је једначина у алгебри тачна, следеће операције се могу спровести да би се добила нова тачна једначина:
1. Било која вредност се може додати са обе стране једнакости.
2. Било која вредност се може одузети са обе стране.
3. Обе стране се могу помножити било којом вредношћу.
4. Обе стране се могу поделити било којом вредношћу различитом од нуле.
5. Начелно, свака функција се може применити на обе стране.

Алгебарска својства (1-4) имплицирају да је једнакост релација конгруенције за поље.
Најпознатији систем бројева који допушта све ове операције су реални бројеви, који су пример поља. Међутим, ако се једначина односи на пример на природне бројеве, неке операције (попут дељења и одузимања) не морају да буду валидне, јер могу да дају негативне бројеве, или бројеве који нису цели.
Ако се на обе стране тачне једнакости примени функција која није инјективна, резултат је опет тачна једнакост, али нова једначина може бити мање информативна. Формално, добија се импликација а не еквиваленција, па скуп решења може бити већи. Функције из тачака (1), (2), и (4) су увек инјективне, као и (3) ако не множимо нулом.

## Типови једначина

### Линеарна једначина
Линеарна једначина је најједноставнија једначина облика:
{\displaystyle ax+b=0\,}
где решење линеарне једначине по непознатој величини представља нулту тачку линеарне функције:
{\displaystyle y=ax+b\,}
чији је графички приказ правац те следи и назив линеарна једначина. Уз појам линеарне једначине везан је и појам система линеарних једначина са две, три или по вољи више непознатих и исто толико једначина које нису у колинеарном односу. Систем једначина од две, три, евентуално и четири непознате решава се класичном методом супституције или неком другом сличном методом, док се систем с већим бројем непознатих решава методом детерминанти или уз помоћ матрица.

### Диофантска једначина
Диофантска је линеарна једначина је једначина облика:
{\displaystyle ax+by=c\,},
где су a, b и c неки конкретни бројеви. За пример нелинеарне диофантске једначине може се навести једначина облика:
{\displaystyle x^{2}+y^{2}=z^{2}\,}.
Диофантска једначина има у домену реалних бројева генерално бесконачан број решења, али у домену целих бројева може постојати један или више бројева (x,y), одн. (x,y,z) који испуњавају услов дат у једначини.

### Квадратна једначина
Квадратна једначина има општи облик:
{\displaystyle ax^{2}+bx+c=0\,}.
Решава се уобичајеним поступком решавања квадратне једначине, а зависно од предзнака дискриминанте има два реална или два конјуговано комплексна решења.
Разматрајући квадратне једначине ваља споменути и биквадратну и симетричну једначину, где се једначине виших потенција у посебним случајевима своде на квадратне, што се може учинити на пример за следеће једначине:
{\displaystyle 2x^{4}+8x^{2}-4=0\,}
и
{\displaystyle x^{4}+2x^{3}-6x^{2}+2x+1=0\,}

### Кубна једначина
Кубна једначина има општи облик:
{\displaystyle ax^{3}+bx^{2}+cx+d=0\,}.
Поступак решавања кубне једначине је знатно сложенији, а зависно од вредности чланова a, b, c и d једначине, једначина може имати једно реално и два конјугована комплексна решења, три различита реална решења или два једнака реална решења и треће њима различито исто тако реално решење.

### Полиномна једначина
Полиномна једначина:
{\displaystyle a_{n}x^{n}+a_{n-1}x^{n-1}+\cdots +a_{2}x^{2}+a_{1}x+a_{0}=0\,}
дефинисана је за све вредности непознате величине x, где је n позитивни цели број и , , , ...,  су коефицијенти једначине. Једначина има n решења, где се решења једначине налазе генерално у целој комплексној равни. Квадратна једначина представља посебан случај полиномне једначине где је =2.

### Једначине с апсолутном вредности
Када се непозната величина појављује под знаком апсолутне вредности говори се о једначинама с апсолутном вредности, где на пример једначина може бити задана као:
{\displaystyle ||2x+6|-2|=4\,}

### Ирационална једначина
Ирационална једначина је једначина где се непозната величина појављује под кореном, као на пример:
{\displaystyle {\sqrt {3x+1}}={\sqrt {x+4}}+1\,}

### Експоненцијална једначина
Експоненцијална једначина је једначина где се непозната величина појављује у експоненту потенције, као на пример:
{\displaystyle 3^{2x}-27=0\,}
или
{\displaystyle 10^{3x+3}=100^{x+3}.\,}

### Логаритамска једначина
Логаритамска једначина је једначина где је непозната величина садржана унутар логаритма или чини базу логаритма:
{\displaystyle log2x-{\frac {1}{2}}logx=0\,}
или
{\displaystyle log_{x}{64}={\frac {x}{4}}\,}

### Тригонометријска једначина
Тригонометријске једначине чине целу једну породицу једначина где је непозната величина аргумент тригонометријске функције, као на пример:
{\displaystyle sin^{2}x+sinx=0\,}
или
{\displaystyle tg2x=3tgx\,}

### Диференцијална једначина
Диференцијална једначина изражава непознату функцију једне или више променљивих и њихових деривата као што је то, на пример, диференцијална једначина која описује хармонички осцилатор:
{\displaystyle {\frac {d^{2}y}{dt^{2}}}+\omega ^{2}y(t)=0}.

### Интегрална једначина
Интегрална једначина је генерално једначина у којој се непозната функција појављује под знаком интеграла као што је то, на пример, једначина карактеристична за серијско RC електрично коло:
{\displaystyle Ri(t)+{\frac {1}{C}}\int i(t)dt=u(t)\,}

### Неодређене једначине
Неодређене једначине имају генерално бесконачно решења. Међутим, то су врло често једначине геометријских кривих или закривљених површина где једначина даје услов карактеристичан за сваку тачку криве, одн. површине као што је то, на пример једначина елипсе , односно сфере:
{\displaystyle {b^{2}}{x^{2}}+{a^{2}}{y^{2}}={a^{2}}{b^{2}}\,}
односно
{\displaystyle {x^{2}}+{y^{2}}+{z^{2}}=R^{2}\,}

### Функционална једначина
Функцијске једначине су посебна врста једначина где се тражи непозната функција која удовољава неком траженом услову, као што је то, на пример, услов да је:
{\displaystyle f(x+y)^{2}=f(x)^{2}+f(y)^{2}\ \,}

### Параметарске једначине
Једноставан пример параметарске једначине је приказ једначине кружнице полупречника r:
{\displaystyle x^{2}+y^{2}=r^{2}\,}
параметром t, где је:
{\displaystyle x=r\cos(t)\,}
{\displaystyle y=r\sin(t).\,}

### Једначине назване по знаменитим математичарима и физичарима
Посебну категорију једначина на извјестан начин чине важне једначине које су добиле назив према истакнутим личностима из подручја математике и физике, где су неке таквих једначина:
- Ојлерова једначина,[16]
- Лапласова једначина,[17]
- Бернулијева једначина,[18]
- Хелмхолцова једначина,[19]
- Поисонова једначина,[20]
- Шредингерова једначина.[21]

### Једначине назване у складу темељним физикалним процесима и појавама
Посебну категорију такође чине једначине карактеристичне за поједине физичке или хемијске процесе и појаве. Премда се у основи такве једначине могу сврстати у неку од већ изнетих једначина, велико физичко значење таквих једначина доделило им је посебне називе. Неке од њих су:
- једначина кретања
- топлотна једначина
- релативистичка таласна једначина
- једначина еквивалентности масе и енергије
- термохемијска једначина